# Pouteria benai
Pouteria benai là một loài thực vật thuộc họ Sapotaceae. Đây là loài đặc hữu của Guyane thuộc Pháp.